# Nephrophyllidium crista-galli
Nephrophyllidium crista-galli là một loài thực vật có hoa trong họ Menyanthaceae. Loài này được (Menzies ex Hook.) Gilg mô tả khoa học đầu tiên năm 1895.